# Norra Skrävlinge kyrka
Norra Skrävlinge kyrka är en kyrkobyggnad i Norra Skrävlinge. Den tillhör Teckomatorps församling i Lunds stift. Den ligger intill riksväg 17 och ungefär halvvägs på den 6 km långa sträckan mellan Teckomatorp och Marieholm.

## Kyrkobyggnaden
Kyrkan uppfördes på 1100-talet. En omfattande ombyggnad skedde i 1848-1850. Genom ombyggnaden, som gjordes av Carl Georg Brunius tillkom tornet och absiden i östra änden.

## Inventarier
Altaruppsatsen avbildar överst Jesu korsfästelse och därunder nattvardens instiftelse. Dopfatet i mässing tros vara tillverkat år 1550. Nattvardskalken är från 1746. Vinkannan som är i nysilver är från 1909. Oblatasken tillverkades 1963. 

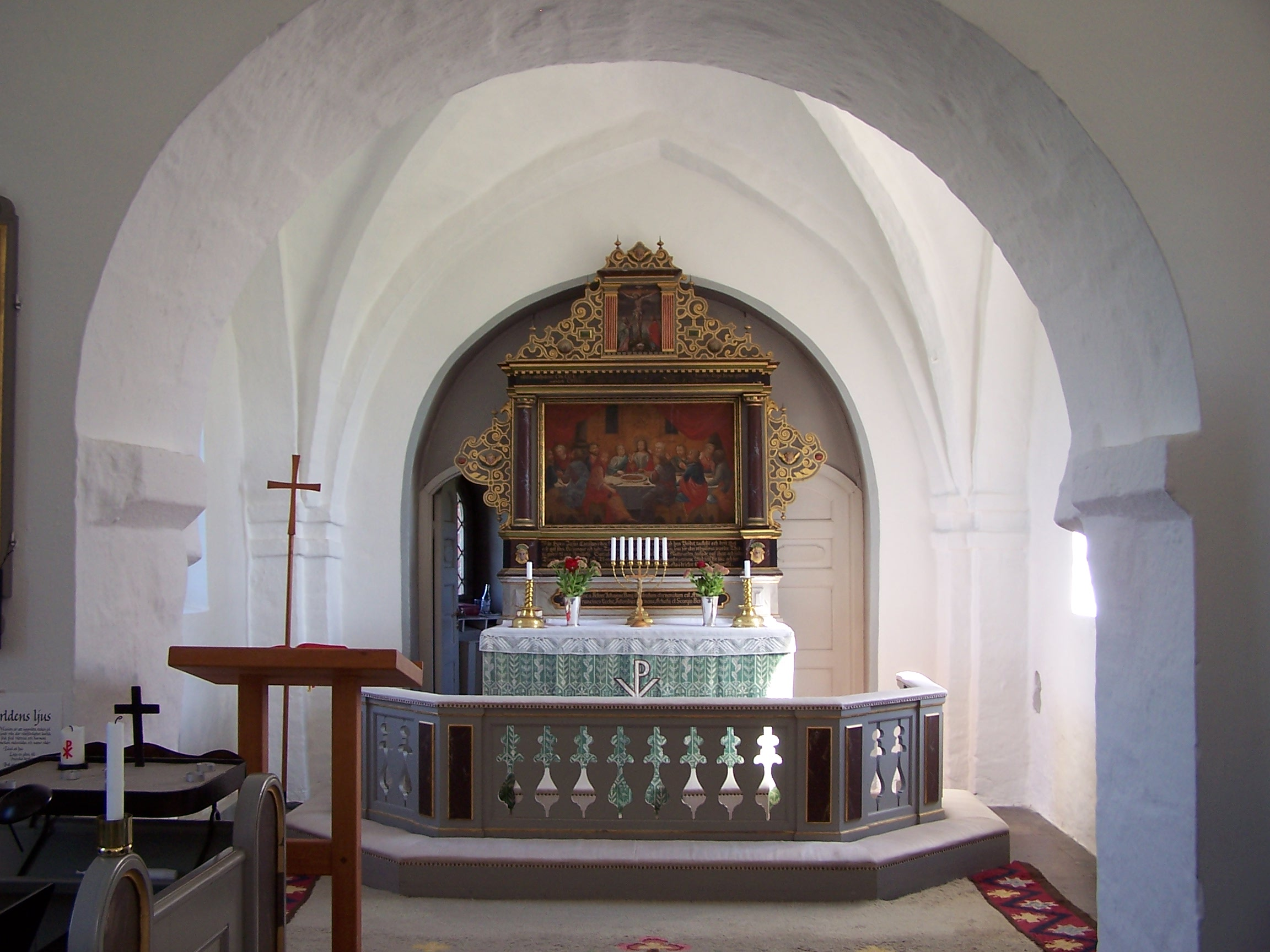
Koret
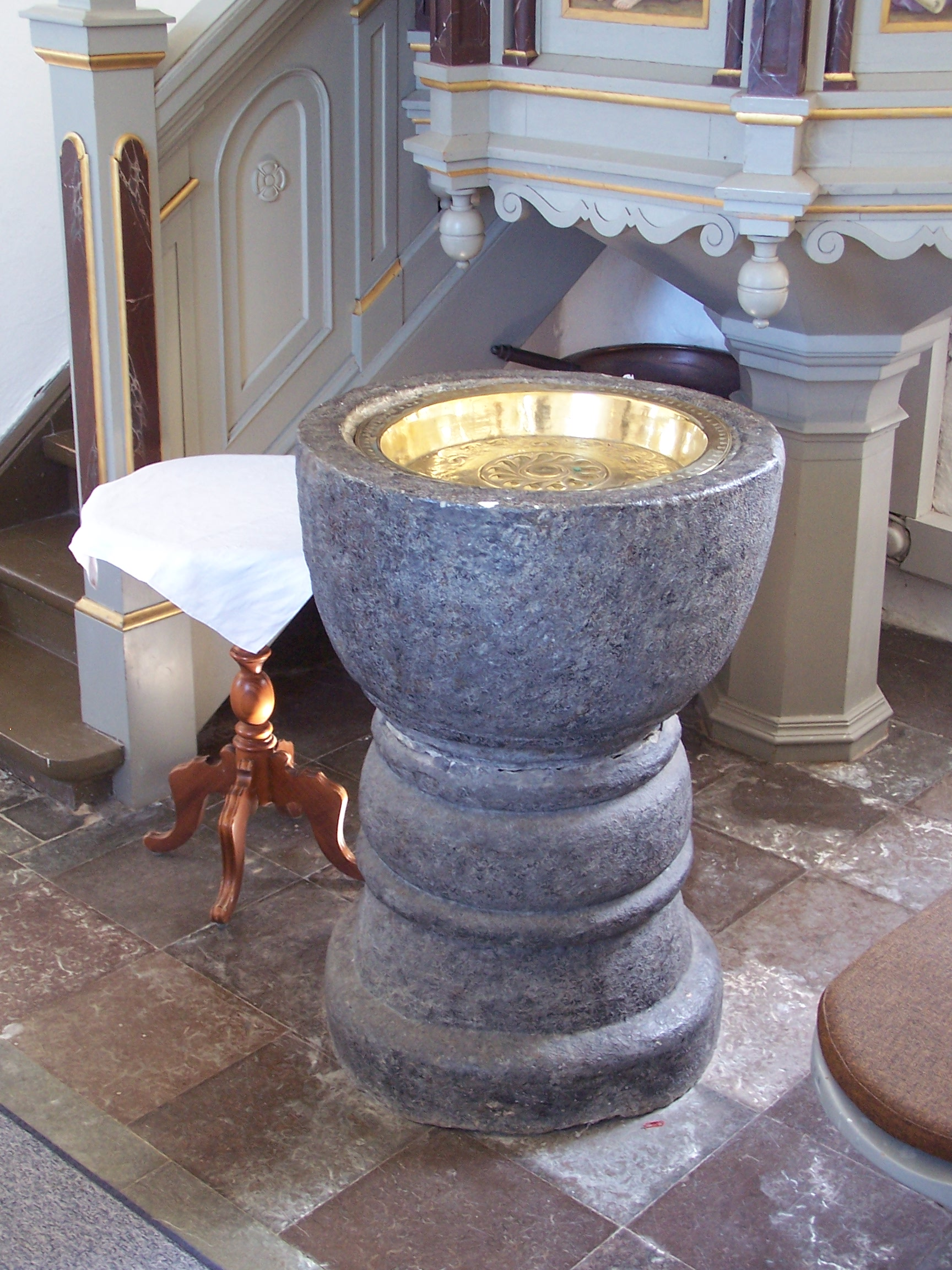
Dopfunten
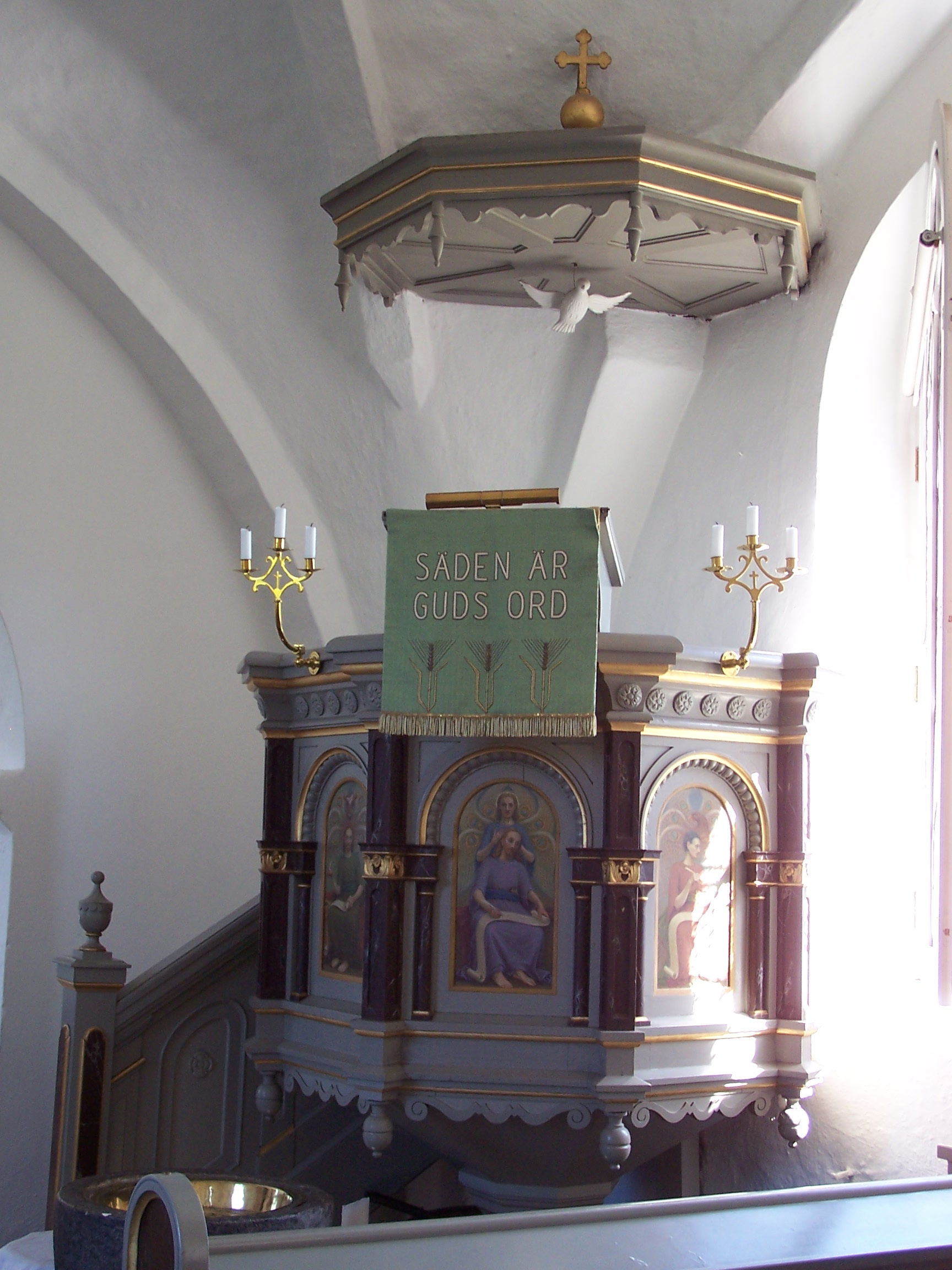
Predikstolen
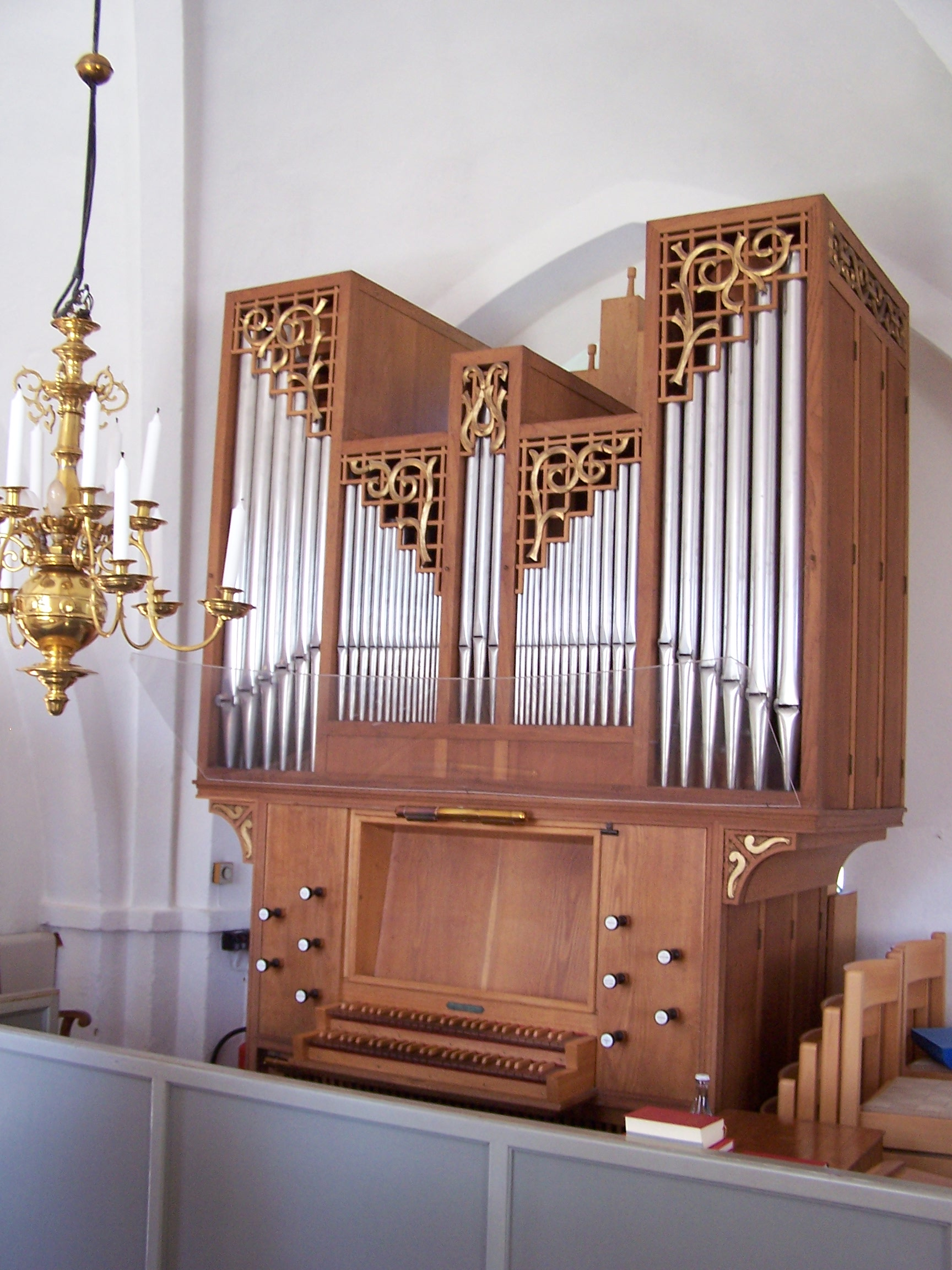
Orgeln

### Orgel
- 1926 byggde A. Mårtenssons Orgelfabrik AB, Lund en orgel med 11 stämmor.
- Den nuvarande orgeln byggdes 1956 av Frederiksborgs Orgelbyggeri, Hilleröd, Danmark och är en mekanisk orgel.

| Manual I          | Manual II     | Pedal             | Koppel |
| Rörflöjt 8´       | Gedackt 8'    | Gedacktpommer 16´ | I/P    |
| Principal 4'      | Gemshorn 4'   | Rankett 16'       | II/P   |
| Spetsnasat 2 2/3' | Kvintadena 2' |                   | II/I   |
| Mixtur 3-4 chor   | Oktava 1'     |                   |        |